# Rachel Homan
Rachel Cathrine Homan (* 5. April 1989 in Ottawa, bürgerlich Rachel Germain) ist eine kanadische Curlerin. Seit 2002 spielt sie als Skip.

## Karriere
2010 gewann Homan mit ihren Teamkolleginnen Emma Miskew, Laura Crocker und Lynn Kreviazuk die kanadischen Juniorenmeisterschaften und vertrat deshalb Kanada bei der Juniorenweltmeisterschaft 2010. Das Team verlor im Finale gegen Schweden. 2013, 2014 und 2017 gewann sie die kanadischen Damenmeisterschaft Tournament of Hearts. Als Siegerin vertrat sie mit ihrem Team Kanada bei den jeweils folgenden Weltmeisterschaften. Nach einer Bronzemedaille 2013 und einer Silbermedaille 2014 konnte sie bei der Weltmeisterschaft 2017 zusammen mit Emma Miskew, Joanne Courtney und Lisa Weagle die Goldmedaille gewinnen. Sie gewannen als erstes Team in der Geschichte der Damen-Weltmeisterschaft alle Spiele und schlugen die Mannschaft aus Russland um Anna Sidorowa mit 8:3.
Im November 2017 gewann sie den kanadischen Ausscheidungswettbewerb (Roar of the Rings) durch einen Finalsieg gegen das Team von Jennifer Jones und sicherte sich mit ihrem Team die Teilnahme bei den Olympischen Winterspielen 2018 in Pyeongchang. Nach vier Siegen und fünf Niederlagen belegte sie mit ihrer Mannschaft nur den sechsten Platz. Es war das erste Mal, dass die kanadische Frauenmannschaft nicht die Finalrunde des olympischen Turniers erreichte.
Zum Auftakt der Saison 2018/19 gewann sie das erste Turnier des neu eingeführten Curling World Cups im chinesischen Suzhou.

## „Burned Rock“-Kontroverse
Bei den Olympischen Winterspielen 2018 in Pyeongchang kam es in der dritten Vorrundenpartie gegen Dänemark um Skip Madeleine Dupont zu einer Kontroverse. Homan ließ im fünften End einen gegnerischen Stein aus dem Spiel nehmen, nachdem eine dänische Spielerin diesen beim Wischen versehentlich berührt hatte („burned rock“). Homan handelte damit zwar regelgerecht, sie hätte den Verstoß jedoch – gemäß der Curling-Etikette – schlicht ignorieren und den dänischen Stein im Spiel lassen können, da die Däninnen durch das Missgeschick nahezu keinen Vorteil erlangt hatten. So erzielte Team Kanada im fünften End vier Punkte. Für ihre Entscheidung wurde Homan unter anderem von der kanadischen Curling-Olympiasiegerin von 1998 Joan McCusker kritisiert.  Team Kanada verlor die Partie indes mit 8:9 nach Zusatzend.

## Privatleben
Rachel Homan hat 2011 an der University of Ottawa einen Bachelorabschluss im Fach Human Kinetics erlangt. Derzeit studiert sie an der University of Alberta. Seit September 2016 ist sie mit dem ehemaligen Eishockeyspieler Shawn Germain verheiratet. 2019 kam ihr Sohn und 2021 ihre Tochter zur Welt.

## Teams
| Saison  | Skip         | Third       | Second           | Lead           |
| ------- | ------------ | ----------- | ---------------- | -------------- |
| 2002–03 | Rachel Homan | Emma Miskew | Alison Kreviazuk | Nikki Johnston |
| 2003–04 | Rachel Homan | Emma Miskew | Alison Kreviazuk | Nikki Johnston |
| 2004–05 | Rachel Homan | Emma Miskew | Alison Kreviazuk | Nikki Johnston |
| 2005–06 | Rachel Homan | Emma Miskew | Lynn Kreviazuk   | Jamie Sinclair |
| 2006–07 | Rachel Homan | Emma Miskew | Alison Kreviazuk | Nikki Johnston |
| 2007–08 | Rachel Homan | Emma Miskew | Alison Kreviazuk | Lynn Kreviazuk |
| 2008–09 | Rachel Homan | Emma Miskew | Alison Kreviazuk | Lynn Kreviazuk |
| 2009–10 | Rachel Homan | Emma Miskew | Alison Kreviazuk | Lynn Kreviazuk |
| 2010–11 | Rachel Homan | Emma Miskew | Alison Kreviazuk | Lisa Weagle    |
| 2011–12 | Rachel Homan | Emma Miskew | Alison Kreviazuk | Lisa Weagle    |
| 2012–13 | Rachel Homan | Emma Miskew | Alison Kreviazuk | Lisa Weagle    |
| 2013–14 | Rachel Homan | Emma Miskew | Alison Kreviazuk | Lisa Weagle    |
| 2014–15 | Rachel Homan | Emma Miskew | Joanne Courtney  | Lisa Weagle    |
| 2015–16 | Rachel Homan | Emma Miskew | Joanne Courtney  | Lisa Weagle    |
| 2016–17 | Rachel Homan | Emma Miskew | Joanne Courtney  | Lisa Weagle    |
| 2017–18 | Rachel Homan | Emma Miskew | Joanne Courtney  | Lisa Weagle    |
| 2018–19 | Rachel Homan | Emma Miskew | Joanne Courtney  | Lisa Weagle    |